# Avispado
Avispado (marzo de 1980-Pozoblanco, 26 de septiembre de 1984)fue el toro de la ganadería brava Sayalero y Bandrés, que dio muerte al torero Francisco Rivera, Paquirri. Le dieron muerte el 26 de septiembre de 1984 en Pozoblanco (Córdoba).

## Trayectoria
Avispado fue el cuarto toro de la corrida, el segundo toro del lote de Paquirri, herrado con el n.º 9 y guarismo cero —nacido en 1980—, tuvo un peso de 420 kg., negro de capa. Figuraba en el certificado n.º 284611, emitido y firmado por Manuel Herrador Vicente, jefe de Producción Animal de Cádiz, de la Delegación Provincial del Ministerio de Agricultura, Pesca y Alimentación de dicha provincia.
Tras ser recibido por el torero con verónicas mirando al tendido, este lo dispuso para colocarlo en la suerte de varas, momento en el que el Avispado se arrancó prendiendo al torero con el pitón izquierdo por el muslo izquierdo seccionándole la femoral. Las heridas que le causó al torero provocaron la muerte del mismo horas más tarde. José Cubero Sánchez "El Yiyo" (fallecido once meses después por una cogida), fue a quien le correspondió dar muerte a Avispado.
La cabeza disecada de Avispado, junto con la de Mosquetero, lidiado en primer lugar la fatídica tarde de Pozoblanco por Paquirri y último toro al que dio muerte, se encuentra en exposición en Burriana en el llamado "Museu del Bou".
Hasta 2021, se encontraba en Gelves (Sevilla) en poder de Juan Carlos Lora, coleccionista taurino que conserva varios ejemplares de cabezas de toros que han pasado a la historia taurina por las cogidas a toreros, centrándose en los toros lidiados en la Maestranza. Si bien Lora ha dicho que aunque ha tenido diversas ofertas por la adquisición de la cabeza de Avispado: «No la he querido vender, aunque estoy abierto a quienes estén interesados en adquirirla. Ya digo, no es para estar en una casa particular».En diciembre de 2020, apareció en un anuncio en una página web de ventas de segunda mano por 30 000 euros. 
En 2014, a los treinta años del fallecimiento de Paquirri, Juan Carlos Lora declaró: «Esta cabeza está maldita y lo dice todo el mundo, yo pienso que si se optara por la destrucción de la cabeza, seguro que a Isabel Pantoja le iría mejor la vida». Pantoja, que tuvo una serie de dificultades tras de la muerte del torero, entró en prisión poco después por problemas fiscales.